# Alexander Axén
Alexander Axén (* 15. Oktober 1970) ist ein ehemaliger schwedischer Fußballspieler. Zeitweise als Trainer unter anderem in der Allsvenskan tätig, arbeitet er mittlerweile als Experte im schwedischen Fernsehen.

## Werdegang
Axén wuchs in Örebro auf und begann mit dem Fußballspielen bei Örebro SK. Im Männerbereich lief er für Rynninge IK und BK Forward im unterklassigen Bereich auf, für letztere spielte er zeitweilig in der Zweitklassigkeit.
Nach Ende seiner aktiven Laufbahn übernahm Axén 2000 den Trainerposten bei Rynninge IK. Mit dem Drittligisten erreichte er anfangs vordere Platzierungen in der Liga, 2002 wurde die Mannschaft mit fünf Punkten Rückstand auf BK Forward Vizemeister der Division 2 Västra Svealand. 2004 stieg Axén mit dem Klub in die vierte Liga ab und schaffte dort als Staffelsieger die Qualifikation für die neue, nun viertklassige Division 2 Västra Svealand.
2007 ging Axén nach Norwegen in die Tippeligaen, um mit seinem Landsmann Benny Lennartsson IK Start vor dem Abstieg zu bewahren. Als das Unternehmen misslungen war, kehrte er nach Schweden zurück und wurde von seinem Jugendverein Örebro SK in der Spielzeit 2008 als Trainerassistent des neu verpflichteten Sixten Boström engagiert.
Im Dezember 2008 gab GAIS die Verpflichtung Axéns als neuen Cheftrainer bekannt, nachdem der bisherige Trainer Magnus Pehrsson den Klub in Richtung Aalborg BK verlassen hatte. Beim Göteborger Klub unterschrieb er einen Dreijahresvertrag. Unter seiner Leitung erreichte die Mannschaft im hinteren Tabellenmittelfeld platziert zunächst zweimal den Klassenerhalt, ehe sie in der Spielzeit 2011 überraschte und zeitweise um einen Platz im Europapokal mitspielte. Folglich verlängerte der Verein im September 2011 seinen Vertrag. Am 22. Juli 2012 demissionierte er auf eigenen Wunsch, der bisherige Assistenztrainer Kjell Pettersson übernahm in der Folge interimsweise seine Aufgaben.
Im Juni 2013 kehrte Axén als Assistenztrainer zu seinem Jugendverein, dem Erstligisten Örebro SK, zurück. Dort beerbte er im folgenden Sommer den von seinem Amt zurückgetretenen bisherigen Cheftrainer Per-Ola Ljung. Während er sich mit der Mannschaft im mittleren Tabellenbereich platzierte, zog er mit ihr im Landespokal 2014/15 ins Endspiel ein. Dort brachte zwar Ayanda Nkili sie in Führung, Lasse Vibe und Søren Rieks wendeten das Spiel jedoch zugunsten des Finalgegners IFK Göteborg. Im August 2017 kündigte er an, den zum Saisonende auslaufenden Vertrag nicht verlängern zu wollen. Nachdem sich der Klub für den bisherigen Assistenztrainer Axel Kjäll als Nachfolger entschieden hatte, übernahm dieser bereits nach dem folgenden Spiel gegen GIF Sundsvall das Cheftraineramt.
Wenige Tage nach seinem Abschied vom Traineramt bei ÖSK engagierte das Medienunternehmen C More Axén als Experten für die Berichterstattung für den schwedischen Profifußball. Kurz nach Ende der Spielzeit 2017 verlängerte er die Vereinbarung bis 2019. Im März 2018 verpflichtete der Fernsehsender TV4 ihn zudem als Experten für die anstehende WM-Endrunde 2018 in Russland. Anschließend blieb er C More als Experte für die nationale Meisterschaft erhalten. Im September 2019 kündigte er seinen Abschied mit Ablauf der laufenden Spielzeit an. Im November des Jahres wurde sein Wechsel zur schwedischen Dependance von Discovery bekannt, die unter anderem den Sender Eurosport betreut und über diesen die Übertragungsrechte an der Allsvenskan ab der Spielzeit 2020 übernommen hatte.